# Primera División (Uruguay)
Die Primera División Profesional de Uruguay ist die oberste Spielklasse im uruguayischen Herrenfußball und trägt die Meisterschaft aus. Sie wird organisiert vom uruguayischen Fußballverband AUF. Zunächst 1900 als Amateurliga gegründet, griff seit der Meisterschaftsrunde des Jahres 1932 der Professionalismus Platz.

## Modus
Austragungsmodus sowie Auf- und Abstiegsregelungen waren einem beständigen Wandel unterzogen. Spielberechtigt sind derzeit 16 Mannschaften. Gespielt wird jeweils von August bis Mai. Drei Mannschaften steigen in die Segunda División Profesional ab, die Auf- und Abstiegsregelung nimmt dabei auf die beiden unmittelbar zuvor absolvierten Saisons Bezug. Die dort erzielten Punkte werden zusammengerechnet. Es existiert jedoch eine Sonderregelung dahingehend, dass ein Verein, der zwar bezogen auf die erzielte Punktanzahl eigentlich absteigen müsste, jedoch berechtigt ist, das Meisterschaftsfinale zu spielen, die Liga nicht verlassen muss. In diesem Fall muss der in der Abstiegstabelle darüberstehende Verein den Gang in die zweithöchste Spielklasse antreten. Für vorherige Aufsteiger, bei denen erst eine Erstligasaison zur Ermittlung des Absteigers herangezogen werden kann, wird eine gesonderte, abweichende Berechnung zur Ermittlung der Punktzahl durchgeführt.

## Format
Seit 1994 wurde die Meisterschaft in zwei Teile geteilt, das Torneo Apertura (Anfangsrunde) und das Torneo Clausura (Schlussrunde). Am Ende gab es zwei Entscheidungsspiele zwischen den Siegern beider Torneos. Während bis 2005 das Saisonsystem am im Südamerika typischen Jahresrhythmus ausgerichtet war, folgte nach Einlegung einer Zwischensaison im Jahr 2005 für die Spielzeit 2005/06 die Umstellung auf das „europäische System“, wonach die erste Saisonhälfte in der zweiten Jahreshälfte stattfindet und das Torneo Clausura sodann in der ersten Jahreshälfte des Folgejahres ausgetragen wird. Seit 2005/06 spielt der Sieger dann noch gegen den Bestplatzierten des Gesamtjahres. Dies erübrigt sich, wenn Meister beider Torneos dieselbe Mannschaft wird.

## Meister

### Meister der Amateurzeit
| Saison | Meister                                                                                   | Zweiter                                                                                   | Dritter                                                                                   |
| ------ | ----------------------------------------------------------------------------------------- | ----------------------------------------------------------------------------------------- | ----------------------------------------------------------------------------------------- |
| 1900   | CURCC (1)                                                                                 | Albion                                                                                    | Uruguay Athletic                                                                          |
| 1901   | CURCC (2)                                                                                 | Nacional                                                                                  | Uruguay Athletic                                                                          |
| 1902   | Nacional (1)                                                                              | CURCC                                                                                     | Deutscher                                                                                 |
| 1903   | Nacional (2)                                                                              | CURCC                                                                                     | Deutscher                                                                                 |
| 1904   | nicht ausgetragen (aufgrund bürgerkriegsähnlicher Zustände)                               | nicht ausgetragen (aufgrund bürgerkriegsähnlicher Zustände)                               | nicht ausgetragen (aufgrund bürgerkriegsähnlicher Zustände)                               |
| 1905   | CURCC (3)                                                                                 | Nacional                                                                                  | Montevideo Wanderers                                                                      |
| 1906   | Montevideo Wanderers (1)                                                                  | CURCC                                                                                     | Nacional                                                                                  |
| 1907   | CURCC (4)                                                                                 | Montevideo Wanderers                                                                      | River Plate FC                                                                            |
| 1908   | River Plate FC (1)                                                                        | Montevideo Wanderers                                                                      | Nacional                                                                                  |
| 1909   | Montevideo Wanderers (2)                                                                  | CURCC                                                                                     | River Plate FC                                                                            |
| 1910   | River Plate FC (2)                                                                        | CURCC                                                                                     | Nacional                                                                                  |
| 1911   | CURCC (5)                                                                                 | Montevideo Wanderers                                                                      | Nacional                                                                                  |
| 1912   | Nacional (3)                                                                              | CURCC                                                                                     | Montevideo Wanderers                                                                      |
| 1913   | River Plate FC (3)                                                                        | Nacional                                                                                  | Peñarol                                                                                   |
| 1914   | River Plate FC (4)                                                                        | Peñarol                                                                                   | Nacional                                                                                  |
| 1915   | Nacional (4)                                                                              | Peñarol                                                                                   | Universal                                                                                 |
| 1916   | Nacional (5)                                                                              | Peñarol                                                                                   | Montevideo Wanderers                                                                      |
| 1917   | Nacional (6)                                                                              | Peñarol                                                                                   | Universal                                                                                 |
| 1918   | Peñarol (6)                                                                               | Nacional                                                                                  | Universal                                                                                 |
| 1919   | Nacional (7)                                                                              | Universal                                                                                 | Peñarol                                                                                   |
| 1920   | Nacional (8)                                                                              | Peñarol                                                                                   | Central Español                                                                           |
| 1921   | Peñarol (7)                                                                               | Nacional                                                                                  | Universal                                                                                 |
| 1922   | Nacional (9)                                                                              | Montevideo Wanderers                                                                      | Rampla Juniors                                                                            |
| 1923   | Nacional (10)                                                                             | Rampla Juniors                                                                            | Bella Vista                                                                               |
| 1924   | Nacional (11)                                                                             | Bella Vista                                                                               | Rampla Juniors                                                                            |
| 1925   | abgebrochen                                                                               | abgebrochen                                                                               | abgebrochen                                                                               |
| 1926   | vom Consejo Provisorio ausgetragene Copa Héctor R. Gómez und von der AUF nicht anerkannt. | vom Consejo Provisorio ausgetragene Copa Héctor R. Gómez und von der AUF nicht anerkannt. | vom Consejo Provisorio ausgetragene Copa Héctor R. Gómez und von der AUF nicht anerkannt. |
| 1927   | Rampla Juniors (1)                                                                        | Peñarol                                                                                   | Nacional                                                                                  |
| 1928   | Peñarol (8)                                                                               | Rampla Juniors                                                                            | Nacional                                                                                  |
| 1929   | Peñarol (9)                                                                               | Nacional                                                                                  | Defensor                                                                                  |
| 1930   | Keine Meisterschaft wegen FIFA Weltmeisterschaft                                          | Keine Meisterschaft wegen FIFA Weltmeisterschaft                                          | Keine Meisterschaft wegen FIFA Weltmeisterschaft                                          |
| 1931   | Montevideo Wanderers (3)                                                                  | Nacional                                                                                  | Rampla Juniors                                                                            |

### Profiliga-Meister
| Saison  | Meister                   | Zweiter                   | Dritter                   | Torschützenkönig                                                                                      |
| ------- | ------------------------- | ------------------------- | ------------------------- | --- |
| 1932    | Peñarol (1)               | Rampla Juniors            | Nacional                  | Juan Labraga (Rampla Juniors; 17)                                                                     |
| 1933    | Nacional (1)              | Peñarol                   | Rampla Juniors            | Juan Young (Peñarol; 33)                                                                              |
| 1934    | Nacional (2)              | Peñarol                   | Montevideo Wanderers      | Aníbal Ciocca (Nacional; 13)                                                                          |
| 1935    | Peñarol (2)               | Nacional                  | Montevideo Wanderers      | Antonio Castaldo (Nacional; 12)                                                                       |
| 1936    | Peñarol (3)               | Nacional                  | Rampla Juniors            | Aníbal Ciocca (Nacional; 14)                                                                          |
| 1937    | Peñarol (4)               | Nacional                  | Montevideo Wanderers      | Horacio Tellechea (Peñarol; 16)                                                                       |
| 1938    | Peñarol (5)               | Nacional                  | Central Español           | Atilio García (Nacional; 20)                                                                          |
| 1939    | Nacional (3)              | Peñarol                   | Montevideo Wanderers      | Atilio García (Nacional; 22)                                                                          |
| 1940    | Nacional (4)              | Rampla Juniors            | Montevideo Wanderers      | Atilio García (Nacional; 18)                                                                          |
| 1941    | Nacional (5)              | Peñarol                   | Rampla Juniors            | Atilio García (Nacional; 23)                                                                          |
| 1942    | Nacional (6)              | Peñarol                   | Montevideo Wanderers      | Atilio García (Nacional; 19)                                                                          |
| 1943    | Nacional (7)              | Peñarol                   | Miramar Misiones          | Atilio García (Nacional; 18)                                                                          |
| 1944    | Peñarol (6)               | Nacional                  | Defensor                  | Atilio García (Nacional; 21)                                                                          |
| 1945    | Peñarol (7)               | Nacional                  | Defensor                  | Nicolás Falero (Central Español; 20) Raúl Schiaffino (Peñarol; 20)                                    |
| 1946    | Nacional (8)              | Peñarol                   | River Plate               | Atilio García (Nacional; 21)                                                                          |
| 1947    | Nacional (9)              | Peñarol                   | Rampla Juniors            | Nicolás Falero (Peñarol; 17)                                                                          |
| 1948    | Abbruch wg. Spielerstreik | Abbruch wg. Spielerstreik | Abbruch wg. Spielerstreik | Óscar O. Míguez (Peñarol; 8)                                                                          |
| 1949    | Peñarol (8)               | Nacional                  | Rampla Juniors            | Óscar O. Míguez (Peñarol; 20)                                                                         |
| 1950    | Nacional (10)             | Peñarol                   | Rampla Juniors            | Juan Ramón Orlandi (Nacional; 14)                                                                     |
| 1951    | Peñarol (9)               | Nacional                  | Rampla Juniors            | Juan Hohberg (Peñarol; 17)                                                                            |
| 1952    | Nacional (11)             | Peñarol                   | Rampla Juniors            | Jorge Enrico (Nacional; 15)                                                                           |
| 1953    | Peñarol (10)              | Nacional                  | Rampla Juniors            | Juan Hohberg (Peñarol; 17)                                                                            |
| 1954    | Peñarol (11)              | Nacional                  | Danubio                   | Juan Romay (Peñarol; 12)                                                                              |
| 1955    | Nacional (12)             | Peñarol                   | Cerro                     | Javier Ambrois (Nacional; 17)                                                                         |
| 1956    | Nacional (13)             | Peñarol                   | Cerro                     | Carlos Carranza (Cerro; 18)                                                                           |
| 1957    | Nacional (14)             | Peñarol                   | Defensor                  | Walter Hernández (Defensor; 16)                                                                       |
| 1958    | Peñarol (12)              | Nacional                  | Rampla Juniors            | Manuel Pedersen (Rampla Juniors; 12)                                                                  |
| 1959    | Peñarol (13)              | Nacional                  | Racing                    | Víctor Guaglianone (Montevideo Wanderers; 13)                                                         |
| 1960    | Peñarol (14)              | Cerro                     | Nacional                  | Ángel Cabrera (Peñarol; 14)                                                                           |
| 1961    | Peñarol (15)              | Nacional                  | Defensor                  | Alberto Spencer (Peñarol; 18)                                                                         |
| 1962    | Peñarol (16)              | Nacional                  | Fénix                     | Alberto Spencer (Peñarol; 16)                                                                         |
| 1963    | Nacional (15)             | Peñarol                   | Montevideo Wanderers      | Pedro Rocha (Peñarol; 18)                                                                             |
| 1964    | Peñarol (17)              | Rampla Juniors            | Nacional                  | Héctor Salva (Rampla Juniors; 12)                                                                     |
| 1965    | Peñarol (18)              | Nacional                  | Cerro                     | Pedro Rocha (Peñarol; 15)                                                                             |
| 1966    | Nacional (16)             | Peñarol                   | Cerro                     | Araquem de Melo (Danubio; 12)                                                                         |
| 1967    | Peñarol (19)              | Nacional                  | Cerro                     | Alberto Spencer (Peñarol; 11)                                                                         |
| 1968    | Peñarol (20)              | Nacional                  | Cerro                     | Rubén Bareño (Cerro; 8) Rubén García (Cerro; 8) Pedro Rocha (Peñarol; 8) Alberto Spencer (Peñarol; 8) |
| 1969    | Nacional (17)             | Peñarol                   | Bella Vista               | Luis Artime (Nacional; 24)                                                                            |
| 1970    | Nacional (18)             | Huracán Buceo             | Peñarol                   | Luis Artime (Nacional; 21)                                                                            |
| 1971    | Nacional (19)             | Peñarol                   | Liverpool                 | Luis Artime (Nacional; 16)                                                                            |
| 1972    | Nacional (20)             | Peñarol                   | Defensor                  | Juan Carlos Mamelli (Nacional; 20)                                                                    |
| 1973    | Peñarol (21)              | Nacional                  | Danubio                   | Fernando Morena (Peñarol; 23)                                                                         |
| 1974    | Peñarol (22)              | Nacional                  | Liverpool                 | Fernando Morena (Peñarol; 27)                                                                         |
| 1975    | Peñarol (23)              | Nacional                  | Liverpool                 | Fernando Morena (Peñarol; 34)                                                                         |
| 1976    | Defensor (1)              | Peñarol                   | Nacional                  | Fernando Morena (Peñarol; 18)                                                                         |
| 1977    | Nacional (21)             | Peñarol                   | Defensor                  | Fernando Morena (Peñarol; 19)                                                                         |
| 1978    | Peñarol (24)              | Nacional                  | Fénix                     | Fernando Morena (Peñarol; 36)                                                                         |
| 1979    | Peñarol (25)              | Nacional                  | Fénix                     | Waldemar Victorino (Nacional; 19)                                                                     |
| 1980    | Nacional (22)             | Montevideo Wanderers      | Peñarol                   | Jorge Luis Siviero (Rentistas; 19)                                                                    |
| 1981    | Peñarol (26)              | Nacional                  | Montevideo Wanderers      | Rubén Paz (Peñarol; 17)                                                                               |
| 1982    | Peñarol (27)              | Nacional                  | Defensor                  | Fernando Morena (Peñarol; 17)                                                                         |
| 1983    | Nacional (23)             | Danubio                   | Defensor                  | Arsenio Luzardo (Nacional; 13)                                                                        |
| 1984    | Central Español (1)       | Peñarol                   | Nacional                  | José Villareal (Central Español; 18)                                                                  |
| 1985    | Peñarol (28)              | Montevideo Wanderers      | Cerro                     | Antonio Alzamendi (Peñarol; 13)                                                                       |
| 1986    | Peñarol (29)              | Nacional                  | Central Español           | Juan Ramón Carrasco (Nacional; 11) Gerardo Miranda (Defensor; 11)                                     |
| 1987    | Defensor (2)              | Nacional                  | Bella Vista               | Gerardo Miranda (Defensor; 13)                                                                        |
| 1988    | Danubio (1)               | Peñarol                   | Defensor                  | Rubén da Silva (Danubio; 23)                                                                          |
| 1989    | Progreso (1)              | Nacional                  | Peñarol                   | Diego Aguirre (Peñarol; 7) Johnny Miqueiro (Progreso; 7) Óscar Quagliata (Huracán Buceo; 7)           |
| 1990    | Bella Vista (1)           | Nacional                  | Peñarol                   | Adolfo Barán (Peñarol; 13)                                                                            |
| 1991    | Defensor Sporting (3)     | Nacional                  | Montevideo Wanderers      | Julio César Dely Valdés (Nacional; 16)                                                                |
| 1992    | Nacional (24)             | River Plate               | Danubio                   | Julio César Dely Valdés (Nacional; 13)                                                                |
| 1993    | Peñarol (30)              | Defensor Sporting         | Danubio                   | Wilmar Cabrera (Huracán Buceo; 12)                                                                    |
| 1994    | Peñarol (31)              | Defensor Sporting         | Nacional                  | Darío Silva (Peñarol; 19)                                                                             |
| 1995    | Peñarol (32)              | Nacional                  | Liverpool                 | Juan González (Nacional; 16)                                                                          |
| 1996    | Peñarol (33)              | Nacional                  | Defensor Sporting         | Juan González (Nacional; 13)                                                                          |
| 1997    | Peñarol (34)              | Defensor Sporting         | River Plate               | Pablo Bengoechea (Peñarol; 10)                                                                        |
| 1998    | Nacional (25)             | Peñarol                   | Bella Vista               | Martín Rodríguez (River Plate; 13) Rubén Sosa Ardáiz (Nacional; 13)                                   |
| 1999    | Peñarol (35)              | Nacional                  | Defensor Sporting         | Gabriel Álvez (Nacional; 24)                                                                          |
| 2000    | Nacional (26)             | Peñarol                   | Defensor Sporting         | Javier Chevantón (Danubio; 33)                                                                        |
| 2001    | Nacional (27)             | Danubio                   | Peñarol                   | Eliomar Marcón (Defensor Sporting; 21)                                                                |
| 2002    | Nacional (28)             | Danubio                   | Peñarol                   | Germán Hornos (Fénix; 25)                                                                             |
| 2003    | Peñarol (36)              | Nacional                  | Danubio                   | Alexander Medina (Liverpool; 22)                                                                      |
| 2004    | Danubio (2)               | Nacional                  | Defensor Sporting         | Carlos Bueno (Peñarol; 26) Alexander Medina (Liverpool; 22)                                           |
| 2005    | Nacional (29)             | Defensor Sporting         | Peñarol                   | Pablo Granoche (Miramar Misiones; 16)                                                                 |
| 2005/06 | Nacional (30)             | Rocha                     | Defensor Sporting         | Pedro Cardozo (Rocha; 17)                                                                             |
| 2006/07 | Danubio (3)               | Peñarol                   | Defensor Sporting         | Aldo Díaz (Tacuarembó; 15)                                                                            |
| 2007/08 | Defensor Sporting (4)     | Peñarol                   | River Plate               | Richard Porta (River Plate; 19) Christian Stuani (Danubio; 19)                                        |
| 2008/09 | Nacional (31)             | Defensor Sporting         | Cerro                     | Antonio Pacheco (Peñarol; 12) Liber Quiñones (Racing; 12)                                             |
| 2009/10 | Peñarol (37)              | Nacional                  | Liverpool                 | Antonio Pacheco (Peñarol; 23)                                                                         |
| 2010/11 | Nacional (32)             | Defensor Sporting         | Peñarol                   | Santiago García (Nacional; 23)                                                                        |
| 2011/12 | Nacional (33)             | Peñarol                   | Defensor Sporting         | Richard Porta (Nacional; 17)                                                                          |
| 2012/13 | Peñarol (38)              | Defensor Sporting         | Nacional                  | Juan Manuel Olivera (CA Peñarol; 18)                                                                  |
| 2013/14 | Danubio (4)               | Montevideo Wanderers      | Nacional                  | Héctor Acuña (CA Cerro; 20)                                                                           |
| 2014/15 | Nacional (34)             | Peñarol                   | River Plate               | Iván Alonso (Nacional; 22)                                                                            |
| 2015/16 | Peñarol (39)              | Nacional                  | Cerro                     | Gastón Rodríguez (Wanderers; 19) Junior Arias (Liverpool; 19)                                         |
| 2016    | Nacional (35)             | Wanderers                 | Danubio                   | Pablo Silva (Villa Española; 8) Gabriel Fernández (Racing; 8)                                         |
| 2017    | Peñarol (40)              | Defensor                  | Nacional                  | Cristian Palacios (Wanderers/Peñarol; 29)                                                             |
| 2018    | Peñarol (41)              | Nacional                  | Danubio FC                | Gonzalo Bergessio (Nacional; 17)                                                                      |
| 2019    | Nacional (36)             | Peñarol                   | Cerro Largo               | Juan Ignacio Ramírez (Liverpool; 24)                                                                  |
| 2020    | Nacional (37)             | Rentistas                 | Liverpool                 | Gonzalo Bergessio (Nacional; 25)                                                                      |
| 2021    | Peñarol (42)              | Nacional                  | Plaza Colonia             | Maximiliano Silvera (Cerrito; 22)                                                                     |
| 2022    | Nacional (38)             | Liverpool                 | Deportivo Maldonado       | Thiago Borbas (River Plate; 18)                                                                       |
| 2023    | Liverpool (1)             | Peñarol                   | Nacional                  | Juan Ignacio Ramírez (Nacional; 19)                                                                   |
| 2024    | Peñarol (43)              | Nacional                  | Boston River              | Leonardo Fernández (Peñarol; 16)                                                                      |

### Meisterschaften insgesamt
Gemäß offizieller Statistik des Verbandes
| Mannschaft                | Titelanzahl |
| ------------------------- | ----------- |
| Peñarol                   | 52          |
| Nacional                  | 49          |
| CURCC                     | 5           |
| Danubio                   | 4           |
| Defensor Sporting         | 4           |
| River Plate Football Club | 4           |
| Montevideo Wanderers      | 3           |
| Rampla Juniors            | 1           |
| Central Español           | 1           |
| Progreso                  | 1           |
| Bella Vista               | 1           |
| Liverpool                 | 1           |

Stand: 2024
In diesem Zusammenhang entbrennt im uruguayischen Fußball immer wieder ein zentraler Streit darüber, welcher der beiden dominierenden Vereine – Nacional oder Peñarol – der Rekordmeister des Landes ist. Den 49 Landesmeister-Titeln, die Nacional vorweisen kann, stehen 45 auf Seiten Peñarols gegenüber. Die Anhängerschaft der Aurinegros rechnet jedoch ebenfalls diejenigen fünf Titel, die der unmittelbare Vorgängerklub C.U.R.C.C. gewonnen hatte, der zusammengenommenen Erfolgshistorie zu. Außerdem werden die beiden Titel, die man während der Spaltung der Organisationsstruktur des uruguayischen Fußballs in den Jahren 1924 und 1926 gewann, seitens der AUF aber nicht anerkannt werden, hinzugenommen, so dass nach dieser Rechnung 52 Meistertitel auf der Habenseite Peñarols stehen würden. Nach Quellenlage sei es aber geschichtlicher Fakt, dass der Verein C.U.R.C.C. aufgehört habe zu existieren und mit Peñarol ein neuer Verein entstanden sei.